# 1992 (film)
Az 1992 2024-ben bemutatott amerikai filmthriller, amelyet Ariel Vromen és Sascha Penn forgatókönyvéből Vromen rendezett, Penn története alapján. A főbb szerepekben Tyrese Gibson, Scott Eastwood és Ray Liotta látható.
Az Amerikai Egyesült Államokban 2024. augusztus 30-án mutatták be a mozikban. Általánosságban vegyes véleményeket kapott a kritikusoktól, és világszerte 2,9 millió dolláros bevételt gyűjtött.

## Cselekmény
1992-ben, Los Angelesben, Mercer, egy volt elítélt próbálja helyrehozni életét és kapcsolatát fiával a Rodney King-ítéletet követő zavargások közepette. Eközben a város egy másik részén egy apa és fia próbálják megoldani saját feszült kapcsolatukat egy veszélyes rablás megtervezésével – éppen Mercer munkahelyén. Ahogy a feszültség egyre nő, és a város káoszba süllyed, a két család útjai végül keresztezik egymást.

## Szereplők
| Szerep       | Színész              | Magyar hang     |
| ------------ | -------------------- | --------------- |
| Mercer       | Tyrese Gibson        | Bognár Tamás    |
| Riggin Bigby | Scott Eastwood       | Fehér Tibor     |
| Lowell       | Ray Liotta           | Forgács Péter   |
| Joseph       | Michael Beasley      | Törköly Levente |
| Antoine King | Christopher Ammanuel | Tóth Márk       |
| Dennis       | Dylan Arnold         | Márkus Sándor   |
| Murphy       | Ori Pfeffer          | Hám Bertalan    |
| Titus        | Oleg Taktarov        |                 |
| Önmaga       | Dot Da Genius        |                 |
| Copeland     | Clé Bennett          | Papp Dániel     |

### Magyar változat
- Magyar szöveg: Dr. Katona László
- Hangmérnök: Lipics Bálint
- Vágó: Házi Sándor
- Gyártásvezető: Rába Ildikó
- Szinkronrendező: Turóczi Izabella
- Produkciós vezető: Németh Napsugár

A szinkront az Iyuno Hungary készítette el.

## A film készítése
2015 augusztusában bejelentették, hogy Ice Cube és O’Shea Jackson Jr. lesz a főszereplője az akkor April 29, 1992 címet viselő filmnek, amelynek producere Will Packer, rendezője Donovan Marsh, forgalmazója pedig a Lions Gate Entertainment lesz. Cube publicistája azonban közleményt adott ki, és megerősítette, Cube-nak és Jacksonnak nincs semmi köze a filmhez.
2021 márciusában jelentették be, hogy Vromen fogja rendezni a filmet. 2021 júliusában Tyrese Gibson, Ray Liotta és Scott Eastwood főszerepet kapott a filmben. 2021 szeptemberében jelentették be, hogy Michael Beasley szerepelni fog a filmben, és a forgatás Bulgáriában és Los Angelesben már folyamatban van. 2022 februárjában jelentették be, hogy Christopher Ammanuel és Dylan Arnold csatlakozott a szereplőgárdához.
A Collider beszámolója szerint Liotta 2022 májusában bekövetkezett halála előtt befejezte jelenetei forgatását.

## Bemutató
Az 1992 című filmet 2024. augusztus 30-án, korlátozott számú moziban mutatták be az Amerikai Egyesült Államokban.

### Bevételi adatok
Az Amerikai Egyesült Államokban és Kanadában az 1992 a Reagan, A manőver, az aMItől félsz és a City of Dreams mellett került a mozikba, és a nyitóhétvégén 2,5 millió dollár körüli bevételre számítottak. A négynapos munka ünnepének hétvégéjén 1,8 millió dollárral debütált.